# Ваља Лунга-Криков (Дамбовица)
Ваља Лунга-Криков (рум. Valea Lungă-Cricov) насеље је у Румунији у округу Дамбовица у општини Ваља Лунга. Oпштина се налази на надморској висини од 321 m.

## Становништво
Према подацима из 2002. године у насељу је живело 333 становника, од којих су сви румунске националности.